# Discografia di Brädi
Questa pagina contiene l'intera discografia di Brädi dagli esordi sino ad ora.

## Album in studio
| Anno | Album              | Posizione | Settimane | Vendite | Certificazione |
| ---- | ------------------ | --------- | --------- | ------- | -------------- |
| 2010 | Repullinen hiittiä | 14        | –         | –       |                |
| 2012 | Näis kengis        | 39        | –         | –       |                |
| 2014 | III                | 4         | –         | –       |                |

## Album remix
| Anno | Titolo              | Posizione | Vendite | Certificazione |
| ---- | ------------------- | --------- | ------- | -------------- |
| 2012 | Repullinen remixejä | –         | –       | –              |

## Singoli
| Anno | Singolo                          | Posizione | Posizione | Posizione | Vendite | Certificazione | Album              |
| Anno | Singolo                          | SL        | LL        | RL        | Vendite | Certificazione | Album              |
| ---- | -------------------------------- | --------- | --------- | --------- | ------- | -------------- | ------------------ |
| 2010 | Mä tarjoon (feat. Illi)          | 5         | 5         | –         | –       | –              | Repullinen hiittiä |
| 2010 | Kuka hän on                      | –         | –         | –         | –       | –              | Repullinen hiittiä |
| 2010 | Kato mun käteen                  | –         | –         | –         | –       | –              | Repullinen hiittiä |
| 2012 | Lämpöö (feat. Redrama)           | 1         | 6         | –         | –       | –              | Näis kengis        |
| 2012 | Happee (feat. Illi)              | –         | 9         | –         | –       | –              | Näis kengis        |
| 2013 | Yksi ja ainoa (feat. Sami Saari) | –         | –         | –         | –       | –              | Näis kengis        |
| 2013 | Kotona (feat. Panu Willman)      | –         | –         | –         | –       | –              | Näis kengis        |
| 2014 | Hätähuuto (feat. Toni Wirtanen)  | 3         | 6         | 17        | N.D.    | Disco d'oro    | III                |
| 2014 | Uimaan (feat. PistePiste)        | 17        | 20        | 21        | –       | –              | III                |
| 2014 | Aamupala (feat. Nikke Ankara)    | –         | –         | –         | –       | –              | III                |

## Partecipazioni
| Anno | Singolo                              | Posizione | Posizione | Posizione | Vendite | Certificazione | Album   |
| Anno | Singolo                              | SL        | LL        | RL        | Vendite | Certificazione | Album   |
| ---- | ------------------------------------ | --------- | --------- | --------- | ------- | -------------- | ------- |
| 2012 | Puuttuva palanen (Robin feat. Brädi) | 4         | 2         | –         | –       | –              | Chillaa |

## Video musicali
| Anno | Titolo          | Regista                    | Note   |
| ---- | --------------- | -------------------------- | ------ |
| 2010 | Mä tarjoon      | Wille Hyvönen              | [ 14 ] |
| 2010 | Kato Mun Käteen | Lauri Aalto                | [ 15 ] |
| 2012 | Happee          | MVP74                      | [ 16 ] |
| 2013 | Yksi ja ainoa   | Juha Lankinen              | [ 17 ] |
| 2013 | Kotona          | Petri Lahtinen             | [ 18 ] |
| 2014 | Hätähuuto       | Thomas Taisto e Tom Hakala | [ 19 ] |
| 2014 | Uimaan          | Thomas Taisto e Tom Hakala | [ 20 ] |
| 2014 | Aamupala        | Teemu Saario               | [ 21 ] |